# Mistrzostwa Świata Juniorów w Lekkoatletyce 2000
Mistrzostwa Świata Juniorów w Lekkoatletyce 2000 – ósme w historii mistrzostwa świata juniorów zostały zorganizowane w Chile w mieście Santiago. Zawody odbył się między 17, a 22 października. Reprezentacja Polski przywiozła z Ameryki Południowej 6 medali. Złoto zdobył Marek Plawgo w biegu na 400 m przez płotki, srebrne medale wywalczył Marcin Jędrusiński w biegu na 200 m oraz Aneta Lemiesz w biegu na 400 m. Brązowe krążki wywalczyła męska sztafeta 4 × 400 m, skoczek wzwyż Tomasz Śmiałek oraz kulomiot Tomasz Chrzanowski.

## Rezultaty

### Mężczyźni
| Konkurencja:          | Złoto:                                                                                | Złoto:      | Srebro:                                                                       | Srebro:    | Brąz:                                                                            | Brąz:      |
| --------------------- | ------------------------------------------------------------------------------------- | ----------- | ----------------------------------------------------------------------------- | ---------- | -------------------------------------------------------------------------------- | ---------- |
| 100 m                 | Mark Lewis-Francis · Wielka Brytania                                                  | 10,12 CR    | Salem Mubarak Al-Yami · Arabia Saudyjska                                      | 10,38      | Marc Burns · Trynidad i Tobago                                                   | 10,40 PB   |
| 200 m                 | Paul Gorries · Południowa Afryka                                                      | 20,64       | Marcin Jędrusiński · Polska                                                   | 20,87      | Timothy Benjamin · Wielka Brytania                                               | 20,94      |
| 400 m                 | Hamdan Obah Al-Bishi · Arabia Saudyjska                                               | 44,66 CR    | Brandon Simpson · Jamajka                                                     | 45,73 PB   | Shinji Ishikawa · Japonia                                                        | 45,77 NJR  |
| 800 m                 | Nicholas Wachira · Kenia                                                              | 1:47,16     | Florent Lacasse · Francja                                                     | 1:47,61    | Antonio Manuel Reina · Hiszpania                                                 | 1:47,90    |
| 1500 m                | Cornelius Chirchir · Kenia                                                            | 3:38,80     | Wolfram Müller · Niemcy                                                       | 3:39,37    | Philemon Kibet · Kenia                                                           | 3:40,77 PB |
| 5000 m                | Gordon Mugi · Kenia                                                                   | 13:44,93    | Kenenisa Bekele · Etiopia                                                     | 13:45,43   | Cyrus Kataron · Kenia                                                            | 13:46,12   |
| 10 000 m              | Robert Kipkorir Kipchumba · Kenia                                                     | 28:54,37    | Duncan Lebo · Kenia                                                           | 28:58,39   | Abraha Hadush · Etiopia                                                          | 29:44,65   |
| 110 m przez płotki    | Yuniel Hernández · Kuba                                                               | 13,60 WLJ   | Thomas Blaschek · Niemcy                                                      | 13,80      | Ladji Doucouré · Francja                                                         | 13,84      |
| 400 m przez płotki    | Marek Plawgo · Polska                                                                 | 49,23 WLJ   | Pieter de Villiers · Południowa Afryka                                        | 50,52      | Ockert Cilliers · Południowa Afryka                                              | 50,58      |
| 3000 m z przeszkodami | Raymond Yator · Kenia                                                                 | 8:16,34 CR  | David Chemweno · Kenia                                                        | 8:31,95 PB | Abdelatif Chemlal · Maroko                                                       | 8:43,57    |
| Chód na 10000 m       | Cristián David Berdeja · Meksyk                                                       | 40:56,47 SB | Jewgienij Diemkow · Rosja                                                     | 40:56,53   | Wiktor Burajew · Rosja                                                           | 40:56,57   |
| 4 × 100 m             | Wielka Brytania · Tyrone Edgar · Dwayne Grant · Timothy Benjamin · Mark Lewis-Francis | 39,05 CR    | Francja · Ronald Pognon · Fabrice Calligny · Ladji Doucouré · Leslie Djhone   | 39,33 NJR  | Japonia · Takashi Mogi · Kazuya Kitamura · Yusuke Omae · Hisashi Miyazaki        | 39,47 NJR  |
| 4 × 400 m             | Jamajka · Sekou Clarke · Aldwyn Sappleton · Pete Coley · Brandon Simpson              | 3:06,06 WLJ | Niemcy · Sebastian Gatzka · Christian Duma · Steffen Hönig · Bastian Swillims | 3:06,79    | Polska · Rafał Wieruszewski · Karol Terejlis · Adrian Gałaszewski · Marek Plawgo | 3:07,05 SB |
| Skok wzwyż            | Jacques Freitag · Południowa Afryka                                                   | 2,24        | Germaine Mason · Jamajka                                                      | 2,24 NJR   | Tomasz Śmiałek · Polska                                                          | 2,21 PB    |
| Skok o tyczce         | Aleksiej Chanafin · Rosja                                                             | 5,30        | Ołeksandr Korczmid · Ukraina                                                  | 5,30       | Rocky Danners · Stany Zjednoczone                                                | 5,20       |
| Skok w dal            | Cai Peng · Chiny                                                                      | 7,88        | Wołodymyr Ziuśkow · Ukraina                                                   | 7,84 PB    | Yoelmis Pacheco · Kuba                                                           | 7,71       |
| Trójskok              | Marian Oprea · Rumunia                                                                | 16,41       | Yoandri Betanzos · Kuba                                                       | 16,34      | Mohammed Hamdi Awadh · Katar                                                     | 16,29      |
| Pchnięcie kulą        | Rutger Smith · Holandia                                                               | 19,48 CR    | Iwan Juszkow · Rosja                                                          | 19,06      | Tomasz Chrzanowski · Polska                                                      | 19,00 NJR  |
| Rzut dyskiem          | Hannes Hopley · Południowa Afryka                                                     | 59,51 NJR   | Niklas Arrhenius · Szwecja                                                    | 59,19 PB   | Rutger Smith · Holandia                                                          | 58,70      |
| Rzut oszczepem        | Gerhardus Pienaar · Południowa Afryka                                                 | 78,11 NJR   | Andreas Thorkildsen · Norwegia                                                | 76,34 NJR  | Park Jae-myong · Korea Południowa                                                | 72,36      |
| Rzut młotem           | Eşref Apak · Turcja                                                                   | 69,97 NJR   | Dylan Armstrong · Kanada                                                      | 67,50      | Aaron Fish · Australia                                                           | 67,44      |
| Dziesięciobój         | Dennis Leyckes · Niemcy                                                               | 7897 CR     | David Gómez · Hiszpania                                                       | 7772 NJR   | André Niklaus · Niemcy                                                           | 7712 PB    |

### Kobiety
| Konkurencja:       | Złoto:                                                                        | Złoto:      | Srebro:                                                                       | Srebro:     | Brąz:                                                                         | Brąz:        |
| ------------------ | ----------------------------------------------------------------------------- | ----------- | ----------------------------------------------------------------------------- | ----------- | ----------------------------------------------------------------------------- | ------------ |
| 100 m              | Veronica Campbell · Jamajka                                                   | 11,12 CR    | Katchi Habel · Niemcy                                                         | 11,39 PB    | Fana Ashby · Trynidad i Tobago                                                | 11,47        |
| 200 m              | Veronica Campbell · Jamajka                                                   | 22,87 CR    | Sina Schielke · Niemcy                                                        | 23,20       | Vida Anim · Ghana                                                             | 23,81        |
| 400 m              | Jana Pittman · Australia                                                      | 52,45       | Aneta Lemiesz · Polska                                                        | 52,78 NJR   | Norma González · Kolumbia                                                     | 53,30        |
| 800 m              | Nancy Langat · Kenia                                                          | 2:01,51     | Georgie Clarke · Australia                                                    | 2:02,28     | Lucia Klocová · Słowacja                                                      | 2:04,00 PB   |
| 1500 m             | Abebech Negussie · Etiopia                                                    | 4:19,93     | Rose Kosgei · Kenia                                                           | 4:20,16     | Georgie Clarke · Australia                                                    | 4:20,21      |
| 3000 m             | Beatrice Jepchumba · Kenia                                                    | 9:08,80     | Jane Chepkoech · Kenia                                                        | 9:10,05     | Etalemahu Kidane · Etiopia                                                    | 9:11,55 PB   |
| 5000 m             | Dorcus Inzikuru · Uganda                                                      | 16:21,32    | Meseret Defar · Etiopia                                                       | 16:23,69    | Sharon Cherop · Kenia                                                         | 16:23,73     |
| 100 m przez płotki | Susanna Kallur · Szwecja                                                      | 13,02 WLJ   | Fanny Gérance · Francja                                                       | 13,21 PB    | Adrianna Lamalle · Francja                                                    | 13,27        |
| 400 m przez płotki | Jana Pittman · Australia                                                      | 56,27       | Marjolein de Jong · Holandia                                                  | 56,50       | Melaine Walker · Jamajka                                                      | 56,96 NJR    |
| Chód na 10000 m    | Ludmiła Jefimkina · Rosja                                                     | 44:07,74    | Tatjana Kozłowa · Rosja                                                       | 44:24,43 PB | Sabine Zimmer · Niemcy                                                        | 46:49,97 NJR |
| 4 × 100 m          | Niemcy · Christa Kaufmann · Sina Schielke · Kerstin Grötzinger · Katchi Habel | 43,91 WLJ   | Jamajka · Veronica Campbell · Nadine Palmer · Kerron Stewart · Nolle Graham   | 44,05 SB    | Szwecja · Emma Rienas · Jenny Kallur · Susanna Kallur · Linda Fernström       | 44,78 NJR    |
| 4 × 400 m          | Wielka Brytania · Kim Wall · Jennifer Meadows · Helen Thieme · Lisa Miller    | 3:33,82 WLJ | Jamajka · Sheryl Morgan · Kareen Gayle · Anneisha McLaughlin · Melaine Walker | 3:33,99 SB  | Rumunia · Adela Diana Marchis · Liliana Barbulescu · Maria Rus · Alina Ripanu | 3:34,49      |
| Skok wzwyż         | Blanka Vlašić · Chorwacja                                                     | 1,91        | Marina Kupcowa · Rosja                                                        | 1,88        | Marizca Gertenbach · Południowa Afryka                                        | 1,88 PB      |
| Skok o tyczce      | Jelena Isinbajewa · Rosja                                                     | 4,20 CR     | Annika Becker · Niemcy                                                        | 4,10        | Vanessa Boslak · Francja · Fanni Juhász · Węgry                               | 4,10 4,10 SB |
| Skok w dal         | Concepción Montaner · Hiszpania                                               | 6,47        | Zhou Yangxia · Chiny                                                          | 6,45        | Kumiko Ikeda · Japonia                                                        | 6,43 NJR     |
| Trójskok           | Anastasija Ilina · Rosja                                                      | 14,24       | Anna Piatych · Rosja                                                          | 14,18 PB    | Dana Veldáková · Słowacja                                                     | 13,92 NJR    |
| Pchnięcie kulą     | Kathleen Kluge · Niemcy                                                       | 17,37 PB    | Li Meiju · Chiny                                                              | 16,57       | Natalja Choronieko · Białoruś                                                 | 16,40        |
| Rzut dyskiem       | Xu Shaoyang · Chiny                                                           | 54,41       | Jana Tucholke · Niemcy                                                        | 53,97 PB    | Olga Gonczarenko · Białoruś                                                   | 53,64        |
| Rzut oszczepem     | Jarmila Klimešová · Czechy                                                    | 52,82       | Inga Kožarenoka · Łotwa                                                       | 54,64       | Halina Kachawa · Białoruś                                                     | 54,26        |
| Rzut młotem        | Ivana Brkljačić · Chorwacja                                                   | 62,22 CR    | Virginia Balut · Rumunia                                                      | 60,23 PB    | Yunaika Crawford · Kuba                                                       | 59,98        |
| Siedmiobój         | Carolina Klüft · Szwecja                                                      | 6056 WLJ    | Lidija Baszłykowa · Rosja                                                     | 5898        | Sanna Saarman · Finlandia                                                     | 5707         |

## Klasyfikacja medalowa
| Klasyfikacja medalowa |                   |       |        |      |      |
| #                     | Kraj              | Złoto | Srebro | Brąz | Suma |
| 1                     | Kenia             | 7     | 4      | 3    | 14   |
| 2                     | Rosja             | 4     | 6      | 1    | 11   |
| 3                     | Południowa Afryka | 4     | 1      | 2    | 7    |
| 4                     | Niemcy            | 3     | 7      | 2    | 13   |
| 5                     | Jamajka           | 3     | 4      | 1    | 8    |
| 6                     | Wielka Brytania   | 3     | 0      | 1    | 4    |
| 7                     | Australia         | 2     | 1      | 2    | 5    |
| 8                     | Szwecja           | 2     | 1      | 1    | 4    |
| 9                     | Chorwacja         | 2     | 0      | 0    | 2    |
| 10                    | Chiny             | 2     | 3      | 0    | 5    |
| 11                    | Polska            | 1     | 2      | 3    | 6    |
| 12                    | Etiopia           | 1     | 2      | 2    | 5    |
| 13                    | Kuba              | 1     | 1      | 2    | 4    |
| 14                    | Holandia          | 1     | 1      | 1    | 3    |
| 14                    | Rumunia           | 1     | 1      | 1    | 3    |
| 14                    | Hiszpania         | 1     | 1      | 1    | 3    |
| 17                    | Arabia Saudyjska  | 1     | 1      | 0    | 2    |
| 18                    | Czechy            | 1     | 0      | 0    | 1    |
| 18                    | Meksyk            | 1     | 0      | 0    | 1    |
| 18                    | Turcja            | 1     | 0      | 0    | 1    |
| 18                    | Uganda            | 1     | 0      | 0    | 1    |
| 23                    | Francja           | 0     | 3      | 3    | 6    |
| 24                    | Ukraina           | 0     | 2      | 0    | 2    |
| 25                    | Kanada            | 0     | 1      | 0    | 1    |
| 25                    | Łotwa             | 0     | 1      | 0    | 1    |
| 25                    | Norwegia          | 0     | 1      | 0    | 1    |
| 28                    | Japonia           | 0     | 0      | 3    | 3    |
| 29                    | Białoruś          | 0     | 0      | 2    | 2    |
| 29                    | Słowacja          | 0     | 0      | 2    | 2    |
| 29                    | Trynidad i Tobago | 0     | 0      | 2    | 2    |
| 32                    | Kolumbia          | 0     | 0      | 1    | 1    |
| 32                    | Finlandia         | 0     | 0      | 1    | 1    |
| 32                    | Ghana             | 0     | 0      | 1    | 1    |
| 32                    | Węgry             | 0     | 0      | 1    | 1    |
| 32                    | Korea Południowa  | 0     | 0      | 1    | 1    |
| 32                    | Maroko            | 0     | 0      | 1    | 1    |
| 32                    | Katar             | 0     | 0      | 1    | 1    |
| 32                    | Stany Zjednoczone | 0     | 0      | 1    | 1    |
|                       | Indie             | 0     | 0      | 0    | 0    |